# Adolfo Romero
Adolfo Romero Quiñones (* 4. Dezember 1922 in Guadelajara; † unbekannt) war ein mexikanischer Radrennfahrer.

## Sportliche Laufbahn
Romero war im Bahnradsport aktiv. 1948 war er Teilnehmer der Olympischen Sommerspiele in London. Er startete im Sprint. Im Hoffnungslauf scheiterte er an Bob Lacourse. Im Zeitfahren wurde er beim Sieg von Jacques Dupont 18.
Bei den Zentralamerika- und Karibikspielen 1946 gewann er die Silbermedaille im Sprint, 1950 Bronze im Sprint.